# أوزوالد لويس (سياسي)
أوزوالد لويس (بالإنجليزية: Oswald Lewis)‏ هو محام بالقضاء العالي وسياسي بريطاني (وحمل سابقاً جنسية المملكة المتحدة لبريطانيا العظمى وأيرلندا)، ولد في 5 أبريل 1887 في هامبستاد في المملكة المتحدة، وتوفي في 12 فبراير 1966. حزبياً، نشط في حزب المحافظين. في الانتخابات العامة في المملكة المتحدة 1929 ‏، انتخب عضو برلمان المملكة المتحدة الـ35 عن دائرة Colchester ‏ (30 مايو 1929 – 7 أكتوبر 1931) وفي الانتخابات العامة في المملكة المتحدة 1931 ‏، انتخب عضو برلمان المملكة المتحدة الـ36 عن دائرة Colchester ‏ (27 أكتوبر 1931 – 25 أكتوبر 1935) وفي الانتخابات العامة في المملكة المتحدة 1935 ‏، انتخب عضو برلمان المملكة المتحدة الـ37 عن دائرة Colchester ‏ (14 نوفمبر 1935 – 15 يونيو 1945).